# Terminal de apertura muy pequeña

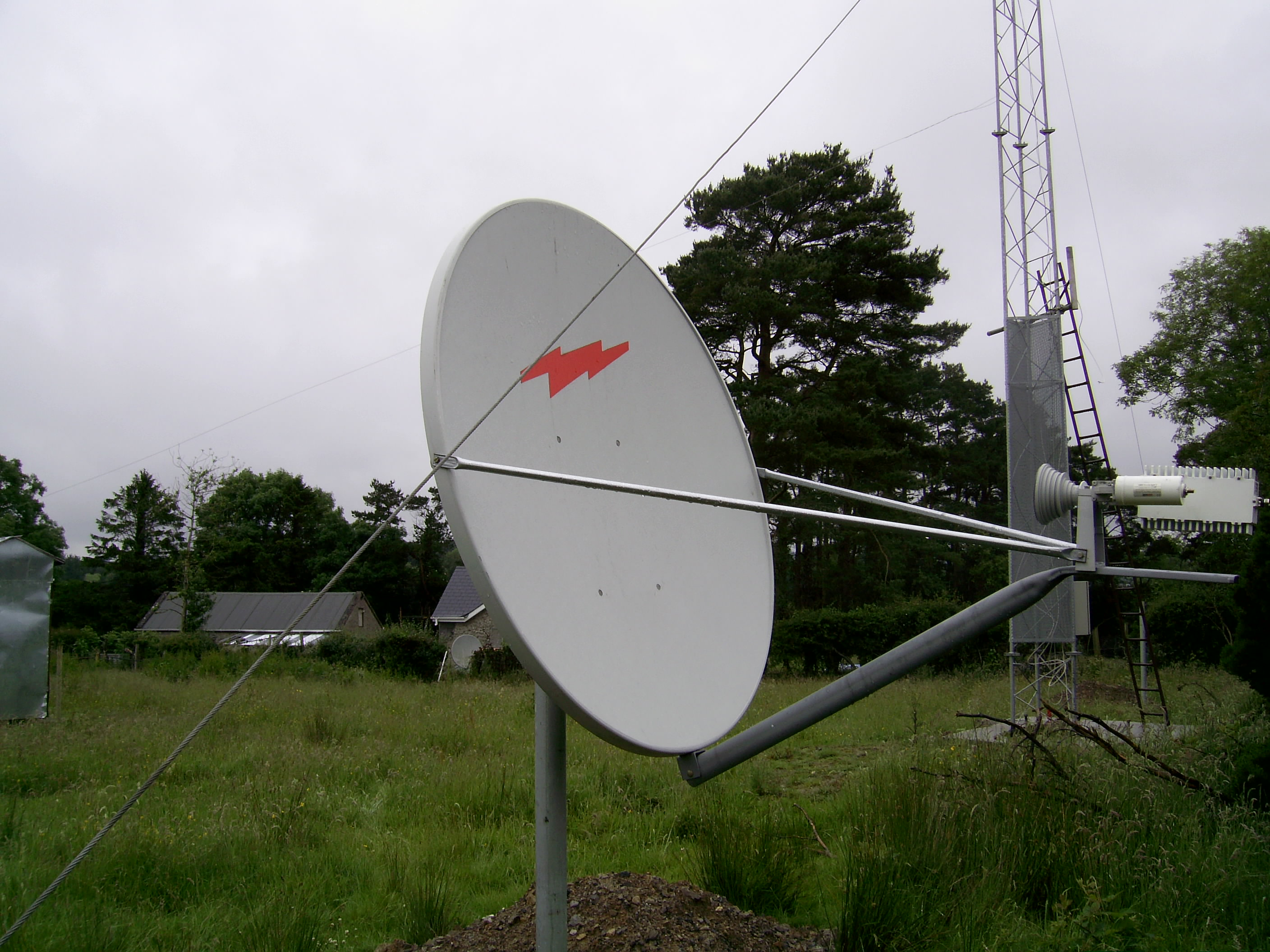
Ejemplo de instalación VSAT. Antena parabólica de pequeño diámetro y montados tras la bocina de alimentación o alimentador, el transductor ortogonal que separa la recepción de la transmisión, el LNB (recepción) y el BUC (transmisión).

VSAT son las siglas de Terminal de Apertura Muy Pequeña (del inglés, Very Small Aperture Terminal). Designa un tipo de antena para comunicación de datos vía satélite y por extensión a las redes que se sirven de ellas, normalmente para intercambio de información punto a punto, punto a multipunto (broadcasting) o interactiva. 

## Descripción
Se consideran como terminales VSAT a las antenas que no sobrepasan los 2 o 3 metros de diámetro. A diferencia de otras de mayor tamaño, la señal de estos terminales no puede alcanzar a otros VSAT (salvo que se encuentren cerca y en línea recta) por lo que deben recurrir al satélite para comunicarse entre sí. La comunicación se produce por lo tanto de forma indirecta a través de satélites de órbita geoestacionaria. Al ser una alternativa al cableado y tratarse de equipos relativamente económicos, se suelen considerar como la solución a los problemas de comunicación entre zonas aisladas donde extender las redes de cable no sería rentable.

## Características
- Acceso fácil y a bajo coste a las ventajas de los servicios de telecomunicación vía satélite.
- Adaptabilidad a las necesidades específicas de cada usuario (permitiendo enlaces asimétricos y distintos anchos de banda en función de cada estación).
- En su topología más extendida (estrella) la red puede tener gran densidad (hasta 1000 estaciones) y está controlada por una estación central llamada HUB que organiza el tráfico entre terminales y optimiza el acceso a la capacidad del satélite
- Pueden funcionar en bandas C, Ku o Ka siendo más sensibles a las condiciones meteorológicas cuanto más alta es la frecuencia de la portadora.

Dadas sus características entra a competir directamente con redes como la Red Pública de Transmisión de Paquetes X.25, o la Red Digital de Servicios Integrados. 
Es de destacar la rápida y masiva implantación de terminales VSAT en Estados Unidos, países europeos y asiáticos, lo que facilita un acercamiento de las ventajas de la comunicación por satélite al usuario de servicios en telecomunicación.
| FRECUENCIAS MICROONDAS VSAT | GAMA DE FRECUENCIAS | DIMENSIONES | POTENCIAS TRANSMITIDA | EFECTO DE LLUVIA |  |
| --------------------------- | ------------------- | ----------- | --------------------- | ---------------- |  |
| BANDA C                     | 3 A 7 GHz           | LARGA       | BAJA                  | MINIMA           |  |
| BANDA Ku                    | 10 A 18 GHz         | MEDIA       | MEDIA                 | MODERADO         |  |
| BANDA Ka                    | 18 A 31 GHz         | PEQUEÑO     | ALTO                  | SEVERO           |  |

## Ejemplos de aplicaciones civiles

### Unidireccionales
- Transmisión de datos de la Bolsa de Valores.
- Difusión de noticias.
- Educación a distancia.
- Hilo musical.
- Transmisión de datos de una red de comercios.
- Distribución de tendencias financieras y análisis.
- Teledetección de incendios y prevención de catástrofes naturales.

### Bidireccionales
- Telenseñanza.
- Videoconferencia de baja calidad.
- Correo Electrónico.
- Servicios de emergencia.
- Comunicaciones de voz.
- Telemetría y telecontrol de procesos distribuidos.
- Consulta a bases de datos.
- Monitorización de ventas y control de stock.
- Transacciones bancarias y control de tarjetas de crédito.
- Periodismo electrónico.
- Televisión corporativa.

## Aplicaciones Militares
Las redes VSAT han sido adoptadas por diferentes ejércitos. Gracias a su flexibilidad, son idóneas para establecer enlaces temporales entre unidades del frente y el hub que estará situado cerca del cuartel general. La topología más adecuada es la de estrella. Se usa la banda X, con enlace de subida en la banda de 7,9 a 8,4 GHz y con el de bajada en la banda de 7,25 a 7,75 GHz.